# Ptilinopus pelewensis
Ptilinopus pelewensis é uma espécie de ave da família Columbidae.
É endémica de Palau.